# Лукидис, Анастасиос
Анастасиос Лукидис (греч. Αναστάσιος (Τάσος) Λουκίδης; 1884, Смирна — 1972, Афины) — греческий художник и иконописец XX века.

## Биография
Анастасиос Лукидис (часто упоминается как Тасос Лукидис) родился в малоазийском городе Смирна. Не располагаем информацией о его семье и детских годах.
Уехал учиться в Греческое королевство и поступил в Афинскую школу изящных искусств. Продолжил учёбу в Париже.
Первоначально писал в академическом стиле и в основном картины на религиозные темы и из жизни церквей и монастырей. С 20-х годов в его живописи присутствуют элементы импрессионизма. Занялся иконописью и расписал множество церквей в Греции и Франции.
В некоторых его картинах (к примеру «Нимфа перед Святой Софией») и росписях искусствоведы от церкви видят «разнообразную технику и грязные сцены, с реалистическим пленэр стилем». Те же искусствоведы именуют Лукидиса «консервативным реалистом» и пишут, что «в некоторых росписях он следовал образцам Возрождения, а в других пытался приблизиться к византийской традиции».
В 30-х годах Лукидис расписал храмы Живоносного источника и Святых Константина и Елены в центре Афин.
Во время реставрации Храма Живоносного Источника, в начале 21-го века, Центральный совет новейших памятников принял решение снять новейшие фрески художника Каламициса, покрывавшие фрески Лукидиса. Фрески Каламициса будут сохранены на отдельных деревянных плитах.
Храм Святых Константина и Елены, построенный архитектором Лисандром Кавтанзоглу, сегодня находится в стадии реставрации. Реставрационные работы ведутся также с росписями Лукидиса. Ожидаемая дата завершения работ — октябрь 2015 года.
В 1937 году Лукидис издал книгу, посвящённую вышивке Аттики.
Тяжёлые годы тройной, германо-итало-болгарской, оккупации Греции художник прожил в Афинах.
Лукидис умер в греческой столице в 1972 году.
Работы Лукидиса хранятся и выставляются в Муниципальных галереях Афин и города Яннина, в Музее Бенакиса и многих частных коллекциях. Работы Лукидиса выставляются на аукционах произведений искусства.
В мае 2013 года Музей Бенакиса организовал выставку «Византия в сегодняшнем искусстве». На выставке были выставлены работы 22 греческих художников, в основном принадлежавших к так называемому «Поколению тридцатых» греческой живописи. В числе этих 22 художников был Анастасиос Лукидис. Впоследствии выставка была перенесена в Галерею острова Андрос.